# La Caserne – scène jeune public
La Caserne – scène jeune public (anciennement Théâtre jeunesse Les Gros Becs) est un diffuseur de théâtre pour l’enfance créé en 1987 à Québec. La Caserne veut contribuer au développement du théâtre, à l’éveil artistique des enfants (âgés de 1 à 17 ans) et à leur éducation. Elle offre, entre autres, une programmation saisonnière de spectacles, des suggestions lecture, des outils d'accompagnement, des ateliers de médiation culturelle, des projets spéciaux, des représentations adaptées, et plus encore. Les spectateurs de ce théâtre proviennent généralement de la Capitale-Nationale ou de Chaudière-Appalaches, autant d’un milieu scolaire que d’un milieu familial.

## Historique
Le Théâtre jeunesse Les Gros Becs a été créé en 1987 par trois compagnies de théâtre de Québec :  Le Théâtre du Gros Mécano, Le Théâtre des Confettis et L’Aubergine. En 1994 s’est ajouté le Théâtre de Sable, jusqu'en 2012. Nuages en pantalon – Compagnie de création s'est joint en 2008, ainsi que Les Incomplètes en 2012.
Plus de 10 ans plus tard, le théâtre travaille à développer des services éducatifs. Autrefois itinérant, c’est à partir de 2002 que le théâtre s’installe à Québec, plus précisément au 1143 rue Saint-Jean. Cette même année, les services éducatifs que les Gros Becs avaient commencé à développer deviennent particulièrement fructueux. En 2021, Les Gros Becs se sont installés temporairement au Centre commercial Fleur de Lys ayant comme objectif d’inaugurer leur toute première maison permanente en 2025 : La Caserne – scène jeune public. Ce projet est notamment financé par Patrimoine Canadala Ville de Québec et le gouvernement du Québec.
À la suite du départ d'Ex Machina vers Le Diamant, le Théâtre jeunesse Les Gros Becs fait l'acquisition de la caserne Dalhousie, située au 103, rue Dalhousie, dans le Vieux-port de Québec. Le 27 mai 2025, le Théâtre jeunesse Les Gros Becs change de nom pour devenir La Caserne – scène jeune public. L'inauguration de La Caserne se tiendra du 6 au 9 novembre, alors qu'un parcours artistique réunissant 12 interprètes de la Ville de Québec sera proposé gratuitement aux visiteurs.
La Caserne – scène jeune public est aujourd'hui un organisme de référence en matière de théâtre pour la jeunesse.

## Projets spéciaux
La Fabrique culturelle s'est notamment intéressée aux Gros Becs. Cette plateforme bien connue dans le milieu culturel au Québec a fait découvrir le théâtre à l'aide de capsules vidéo.
Avec la pandémie et la fermeture des salles, Les Gros Becs ont usé de leur créativité afin de continuer à présenter du théâtre. Pour ce faire, ils ont mis en place Théâtre de parcs afin d’aller rejoindre directement le public. Ce projet s'est conclu en 2022.
En 2022 a également eu lieu le lancement de Théâtrophone, un outil pédagogique de théâtre audio. Cet outil a été conçu en collaboration avec l’Arrière-scène et la Maison théâtre.

## Comité artistique
Le comité artistique est aujourd’hui composé de cinq compagnies membres soit L’Aubergine, le Théâtre du Gros Mécano, le Théâtre des Confettis, Nuages en pantalon – compagnie de création et Les Incomplètes. Jean-Philippe Joubert est porte-parole de ce comité, à titre de directeur général et délégué artistique des Gros Becs. Melissa Merlo est, depuis 2022, la codirectrice artistique et la responsable de la programmation des Gros Becs.

## Théâtrographie
- Programmation 2025-2026[22]
- Programmation 2024-2025[23]
- Programmation 2023-2024[24]
- Programmation 2022-2023[25],[26].
- Programmation 2021-2022[27].
- Programmation 2020-2021[28].

## Prix et distinctions
- 2023 : Entreprise culturelle - Gala des Fidéides de la Chambre de commerce et d’industrie de Québec[29].